# Pitama
Pitama és un gènere d'arnes de la família Crambidae.

## Taxonomia
- Pitama hermesalis (Walker, 1859)
- Pitama lativitta Moore, 1888